# Leichtathletik-Halleneuropameisterschaften 2021/Teilnehmer (Georgien)
| Gelbes Symbol für Goldmedaillen mit stilisierten Olympischen Ringen | Graues Symbol für Silbermedaillen mit stilisierten Olympischen Ringen | Braundes Symbol für Bronzemedaillen mit stilisierten Olympischen Ringen |
| ------------------------------------------------------------------- | --------------------------------------------------------------------- | ----------------------------------------------------------------------- |
| —                                                                   | —                                                                     | —                                                                       |

Aus Georgien starteten drei Athleten bei den Leichtathletik-Halleneuropameisterschaften 2021 in Toruń.

## Ergebnisse

### Männer

#### Laufdisziplinen
| Athlet           | Disziplin | Vorlauf | Vorlauf | Halbfinale         | Halbfinale         | Finale             | Finale             |
| Athlet           | Disziplin | Zeit    | Platz   | Zeit               | Platz              | Zeit               | Platz              |
| ---------------- | --------- | ------- | ------- | ------------------ | ------------------ | ------------------ | ------------------ |
| Mindia Endeladse | 400 m     | 47,85 s | 35      | nicht qualifiziert | nicht qualifiziert | nicht qualifiziert | nicht qualifiziert |

#### Sprung/Wurf
| Athlet              | Disziplin   | Qualifikation | Qualifikation | Finale             | Finale             |
| Athlet              | Disziplin   | Weite         | Platz         | Weite              | Platz              |
| ------------------- | ----------- | ------------- | ------------- | ------------------ | ------------------ |
| Batschana Chorawa   | Weitsprung  | 7,46 m        | 14            | nicht qualifiziert | nicht qualifiziert |
| Giorgi Mudscharidse | Kugelstoßen | 19,22 m       | 13            | nicht qualifiziert | nicht qualifiziert |